# Tipula (Lunatipula) adusta
Tipula (Lunatipula) adusta is een tweevleugelige uit de familie langpootmuggen (Tipulidae). De soort komt voor in het Palearctisch gebied.